# دومشود
دومشود (به مجاری:  Dömsöd) یک شهرداری در مجارستان است که در ناحیه راکوه واقع شده‌است. دومشود ۷۲٫۴۲ کیلومتر مربع مساحت و ۵٬۷۸۴ نفر جمعیت دارد.